# Von Vaz

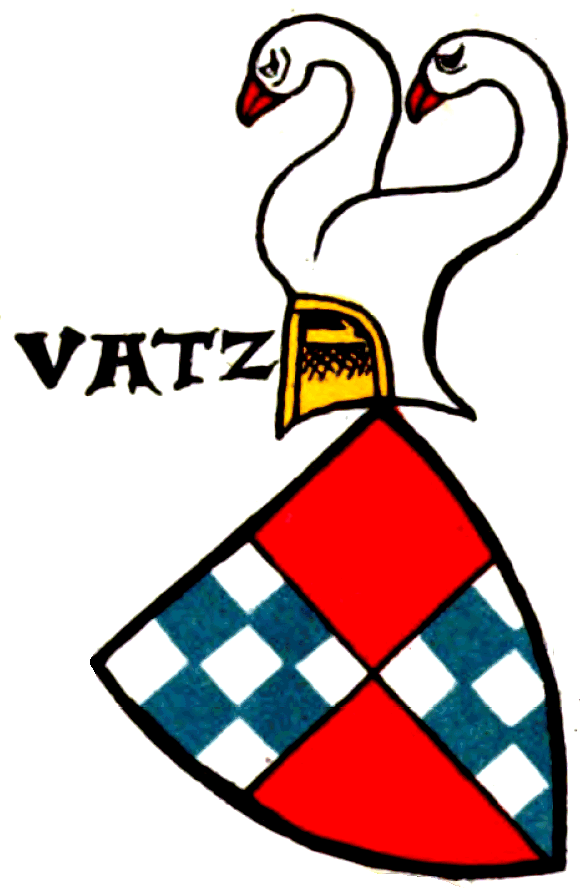
Stemma dei Von Vaz o von Vatz

La casata dei Baroni von Vaz (o Vatz) è stata tra le più potenti nel territorio alpino del medioevo tra il 1130 e il 1338, anno della morte dell'ultimo discendente maschio.
I von Vaz risiedettero nei castelli di Nivagl e Belfort. Nonostante fossero in contrasto con la Diocesi di Coira amministravano diversi feudi vescovili.
I loro possedimenti si estendevano da Linzgau fino a gran parte del Canton Grigioni,inoltre potevano vantare i diritti su ben 25 castelli dal Neu Aspermont nel Bündner Herrschaft fino al Jörgenberg in Surselva e dal Castello Domigliasca nella regione omonima fino al Castello Splügen nella valle del Reno.
La famiglia trae origine da un ceppo austriaco nel territorio dei Vogtei von Mätsch ad est dell'attuale confine svizzero con l'Austria, nella parte sud-occidentale della contea del Tirolo. La sua influenza si diffuse nella zona di Cur-Rhätien così come in Tirolo. Oggi la città, conosciuta come Mazia, si trova nel Tirolo italiano a circa 5 chilometri a est di Malles Venosta ea circa 15 chilometri a est del confine con la Svizzera.

## Membri della famiglia
- Rudolf I. von Vaz
- Walter III. von Vaz, morto il 26 novembre 1256
- Walter IV. von Vaz
- Donat  von Vaz, morto il 23 aprile 1338 a Churwalden, ultimo discendente maschio della casata
- Ursula von Vaz, morto il 4 aprile 1367 che passo tramite nozze tutti i possedimenti ai conti von Toggenburg

## Castelli posseduti
- Castello Belfort
- Castello Nivagl
- Castello Splügen
- Castello Jörgenberg
- Castello Neu Aspermont
- Castello Alt Aspermont
- Castello Hochjuvalt
- Castello Innerjuvalt
- Castello Ortenstein
- Castello Hasensprung
- Castello Alt-Süns
- Castello Neu-Süns
- Castello Heinzenberg

## Territori sotto controllo
- Surselva
- Linzgau
- Bündner Herrschaft